# Bancolombia
Bancolombia é o maior banco da Colômbia. Foi fundado em Bogotá em 1875 e atualmente tem sede  em Medellin. O banco faz parte do Grupo Empresarial Antioqueño que é considerado o maior conglomerado empresarial da Colômbia e um dos maiores da América Latina, possui operações em toda Colômbia e em diversos países da América Central em 31 de dezembro de 2012 o banco tinha 815 agências bancarias em diversas partes da Colômbia, Em 2007 um escândalo financeiro eclodiu após o mandado de prisão contra o presidente do Bancolombia, Jorge Londoño e vice-presidente da entidade, Federico Guillermo Ochoa. Ambos os executivos foram acusados pelo Gabinete do Procurador-Geral de alegados crimes de fraude, uso indevido de fundos recolhidos das operações públicas e não autorizadas com os acionistas. em fevereiro de 2013 o Bancolombia anunciou a compra das operações do HSBC no Panamá por 2100 milhões de dólares, e com essa compra o banco avançou na sua estratégia de internacionalização. Em 2018, fechou o ano com o patrimônio histórico de 24 bilhões de pesos.